# DSV Concordia
DSV Concordia of Delftse Sport Vereniging Concordia is een omnisportvereniging uit de Nederlandse stad Delft (provincie Zuid-Holland), waar de sporten cricket, golf, tennis en (zaal)voetbal worden beoefend.

## Algemeen
De vereniging is opgericht op 15 oktober 1885. DSV Concordia heeft een verenigingsbestuur. De leden hiervan vormen het Dagelijks Bestuur en samen met vertegenwoordigers vanuit de sportafdelingen (cricket, golf, voetbal, tennis) het Algemeen Bestuur. Naast het bestuur en de sportafdelingen heeft DSV Concordia een groot aantal vrijwilligers.

## Accommodatie
De vereniging heeft haar sportaccommodatie en clubhuis op het sportcomplex aan de Brasserskade in Delft. Rondom het clubhuis bevinden zich de faciliteiten voor de sporten die binnen Concordia beoefend worden te weten voetbal, tennis, golf en cricket. DSV Concordia heeft voor haar voetbalactiviteiten de beschikking over 3 kunstgrasvelden en een kunstgras pupillen veld. Alle velden zijn voorzien van LED verlichting. Het tennispark van DSV Concordia bestaat uit 4 verlichte all-weather banen van het type Ace-court en 1 gravelbaan. Tijdens het cricket seizoen worden de kunstgrasvelden samengevoegd voor het cricketteam met een centraal gelegen pitch. Daarnaast beschikt DSV Concordia ook over een cricket nets baan. De golfers beschikken over een 9 holes baan (Par 3) met enkele pittige waterpartijen, glooiende fairways en ruime greens. Ook is er een putting / pitching green met oefenbunker en een driving range met overdekte afslag.

## Cricket
Ooit de eerste sport waar het voor Concordia mee begon. Nadat er in het begin van de 20ste eeuw werd gestopt met cricket werd in de jaren '50 het cricket onder leiding van ir. W.N. Schuijtvlot weer nieuw leven in geblazen. Tegenwoordig is Concordia aangesloten bij de Koninklijke Nederlandse Cricket Bond (KNCB) voor de zaterdag en zondag leagues. Het hoogste team speelt sinds het seizoen 2017 in de Eerste Klasse na drie keer te zijn gepromoveerd in de vier voorgaande jaren. Deze afdeling van de vereniging huist spelers van veel verschillende nationaliteiten. Een samenwerking met TU Delft is de jaarlijkse TU Delft Concordia Indoor Cricket Tournament.

## Golf
De Golf afdeling van DSV Concordia bestaat sinds 1973 en is aangesloten bij de Nederlandse Golf Federatie (NGF). In 2009 zijn negen nieuwe holes aangelegd naar een ontwerp golfbaanarchitect Michiel van der Vaart. De opening werd gedaan door de Delftse wethouder Dick Rensen. De club beschikt sindsdien over een 9 holes Par3 baan, die achter de andere sportvelden ligt. De voetbalvelden voor het clubhuis worden gebruikt als Driving Range. De baan ligt in Delft Noord en wordt omgeven door de Delftse Hout, de A13, de wijk Ypenburg (Den Haag) en de wijk De Bras (De Haag).  

## Tennis
De Tennis afdeling van DSV Concordia beschikt over vier all-weather tennisbanen (Ace-court) en één graveltennisbaan, en is aangesloten bij de KNLTB. De vier all-weather banen beschikken tevens over verlichting.

## Voetbal
DSV Concordia is een van de 10 oudste voetbalverenigingen van Nederland, en is aangesloten bij de KNVB. De club won de Beker van Nederland in 1906.
De oud-voetbalinternational Jan Thomée voetbalde een groot deel van zijn voetballoopbaan bij DSV Concordia. Mede dankzij Jan Thomée promoveert Concordia in 1917 naar de 1e klasse B, toentertijd het hoogste niveau. Hoewel Concordia meerdere bekende voetballers heeft voortgebracht is het Jan Thomée, die Concordia landelijk op de kaart zet. Op 14-jarige leeftijd debuteert hij al in het eerste elftal en op 21-jarige leeftijd in het Nederlands Elftal. In 1908 maakt hij deel uit van het Olympisch voetbalelftal, dat in Londen de bronzen medaille verovert. Vanaf 1907 tot 1912 komt hij 16 keer voor Oranje uit en scoort evenzovele doelpunten. Uniek is, dat hij als enige speler niet op het hoogste niveau acteert.
Dames voetbalinternational Victoria Pelova speelde van 2006-2016 in de jeugd van DSV Concordia. Na de B-junioren vertrok zij naar ADO Den Haag (2017-2019) om vervolgens via Ajax (2020-2022) naar Arsenal (2023-) te verhuizen.
Het standaardelftal van DSV Concordia speelde tot en met het seizoen 2021/22 in de zondag afdeling van het KNVB-district West-II. Vanaf het seizoen 2022/23 speelt DSV Concordia in de zaterdagcompetitie. In de regio West II is geen competitie meer op zondag voor standaard elftallen.
Hoofdtrainer van DSV Concordia is sinds het seizoen 2020/21 Wesley Zandstra.

## Erelijst
Voetbal
| Competitie   |        |       |
| Competitie   | Aantal | Jaren |
| ------------ | ------ | ----- |
| Holdertbeker | 1×     | 1906  |

## Competitieresultaten 1899–heden
Tot en met 2022 speelde DSV Concordia met haar eerste elftal op zondag. In 2022 hebben zij horizontaal de overstap gemaakt naar de zaterdag.
| 5 2B |

| 2 2C |

| 3 2B |

| 5 2A |

| 3 2B |

| 2 2B |

| 1 2A |

| 3 2A |

| 1 2C |

| 2 2C |

| 2 2B |

| 2 2A |

| 1 2A |

| 1 2B |

| 1 2B |

| 1 2A |

| 7 |

| 2 2A |

| 2 2B |

| 6 1B |

| 2 1B |

| 10 |

| 2 2C |

| 4 2B |

| 4 2B |

| 5 2A |

| 5 2A |

| 9 2B |

| 10 2A |

| 8 3B |

| 5 3A |

| 10 3C |

| 8 3C |

| 8 3B |

| 9 3C |

| 10 3B |

| 9 4C |

| 6 4D |

| 9 4D |

| 9 4E |

| 8 4E |

| 2 L |

| 1 4E |

| 8 3C |

| 3 3C |

| 4 3C |

|  |

| 5 3B |

| 4 3D |

| 3 3C |

| 6 3B |

| 9 3D |

| 5 4B |

| 4 4D |

| 9 4D |

| 10 4B |

| 8 4B |

| 9 4B |

| 11 4D |

| 8 1B |

| 8 1A |

| 3 1A |

| 4 1A |

| 8 1A |

| 5 1B |

| 4 1B |

| 10 1A |

| 3 1A |

| 3 1A |

| 2 |

| 5 4B |

| 9 4D |

| 3 4A |

| 10 4B |

| 12 4A |

| 2 |

| 1 |

| 6 4C |

| 7 4A |

| 8 4C |

| 12 4C |

| 12 |

| 5 1B |

| 7 1A |

| 4 1B |

| 11 1A |

|  |

|  |

|  |

| 1 |

| 2 4G |

| 4 4C |

| 10 4C |

| 4 4D |

| 4 4D |

| 1 4D |

| 9 3B |

| 4 4C |

| 3 4D |

| 2 4B |

| 4 3B |

| 3 3B |

| 1 3A |

| 6 2C |

| 5 2D |

| 6 2C |

| 3 2D |

| 12 1B |

| 6 2C |

| 12 2C |

| 11 3B |

| 1 4A |

| 5 3C |

| 9 3A |

| 1 3B |

| 10 2C |

| 14 2C |

| 3 3B |

| 10 2C |

| 9 2D |

| 13 2D |

| 13 2C |

| 7 2D |

| 6 2D |

| 12 2B |

| 11 3B |

| -- 4 |

- = Dit seizoen werd stopgezet vanwege de uitbraak van het coronavirus. Er werd voor dit seizoen geen officiële eindstand vastgesteld.

| Tweede divisie  | Derde divisie     | Vierde divisie | Eerste klasse   |
| Tweede klasse   | Derde klasse      | Vierde klasse  | Vijfde klasse   |
| Hoofdklasse HVB | Eerste klasse HVB | Noodcompetitie | Overgangsklasse |

In elke staaf van de grafiek staat van boven naar beneden vermeld: 
- Eindnotering

Dit is de positie die de club heeft bereikt in de competitie, zonder eventuele beslissings-, play-off- of nacompetitiewedstrijden die nodig zijn geweest om bijvoorbeeld de kampioen van de competitie te bepalen.
Indien een * achter het getal staat is de notering een tussenstand en kan het zijn dat de notering niet overeenkomt met de uiteindelijke eindstand van de competitie.
Staat er een - dan is het seizoen nog bezig en is er geen definitieve uitslag bekend.
Staat er xx op de positie van de notering, dan heeft de club vroegtijdig de competitie verlaten. Dit kan onder andere komen door terugtrekking van het team, faillissement van de club of door een uitgedeelde straf van de KNVB. In veel gevallen staat elders in het artikel de reden vermeld.
Staat er een ? dan is het resultaat uit het verleden onbekend, en is alleen de competitie of het niveau bekend van dat seizoen.
In de seizoenen 2019/20 en 2020/21 werd wegens de coronacrisis het amateurvoetbal afgebroken. Daardoor kennen deze staven geen eindklassering (middels -- weergegeven).
- Competitieniveau en afdelingsletter of Officiële eindstand Eredivisie
  - Competitieniveau en afdelingsletter

Hierbij geeft het getal het niveau weer, dat ook terug te vinden is in de legenda. De letter is de afdelingsaanduiding en wordt gebruikt wanneer er meer afdelingen zijn op hetzelfde niveau. De afdelingsletter is altijd een hoofdletter en wordt meestal zonder nummer gebruikt.
Voorbeeld: 2F is niveau 2e klasse competitie F.
Het competitieniveau en nummer wordt niet vermeld wanneer er slechts één competitie van dit niveau was.
  - Officiële eindstand Eredivisie (getal staat tussen haakjes vermeld)

Sinds de introductie van play-offwedstrijden voor Europees voetbal na afloop van de reguliere competitie in 2005/06, is de KNVB verplicht een eindstand van de Eredivisie door te geven aan de UEFA aan de hand van deze play-offwedstrijden.
Bij deze eindstand staan clubs die zich hebben gekwalificeerd voor Europees voetbal hoger dan clubs die zich niet wisten te kwalificeren. Indien er geen verschil was tussen de eindnotering en de officiële eindstand, staat dit getal niet vermeld.

- Onderafdeling

Hier staat afgekort de naam van de onderafdeling indien de club in dat jaar in een onderafdeling uitkwam. Tevens staat deze afkorting in de legenda en wordt gelinkt naar het artikel over deze onderafdeling. Deze afkorting wordt alleen vermeld wanneer de club in het verleden in verschillende onderafdelingen heeft gespeeld. Deze vermelding is in de staaf altijd in kleine letters. Deze onderafdelingen zijn na het seizoen 1995/96 afgeschaft. Heeft de club in slechts één onderafdeling gespeeld, dan is dit alleen terug te vinden in de legenda.
Onder de staaf staat het jaartal vermeld waarin het seizoen is afgesloten. 15 verwijst naar het seizoen 2014/15 of eventueel het seizoen 1914/15.
Wanneer een staaf leeg is, zijn deze gegevens niet bekend. Het kan ook zijn dat de club dat seizoen niet heeft meegespeeld op het hogere amateurniveau, vroegtijdig de competitie heeft verlaten of uit de competitie is gezet.

In het seizoen 1944/45 was er wegens de Tweede Wereldoorlog geen regulier competitievoetbal.

## Trivia
- Er bestond ook een VV Concordia in Rotterdam en een Concordia in Hillegom. Alleen in Wehl voetbalt tegenwoordig nog een club onder de naam Concordia.
- In het eerste jaar van het Concordia cricket elftal in de Eerste Klasse, wordt Vikram Chaturvedi de "Eerste Klasse speler van het jaar" genoemd door de KNCB.[2]

Ariston '80 · DSV Concordia · Delfia · DVV Delft · DHC Delft · SV DHL · DVC Delft · Full Speed · DSVV Ouwe Schoen · VV SEP · SVVV Taurus · Vitesse Delft · SV Wippolder